# Горлиця султанська

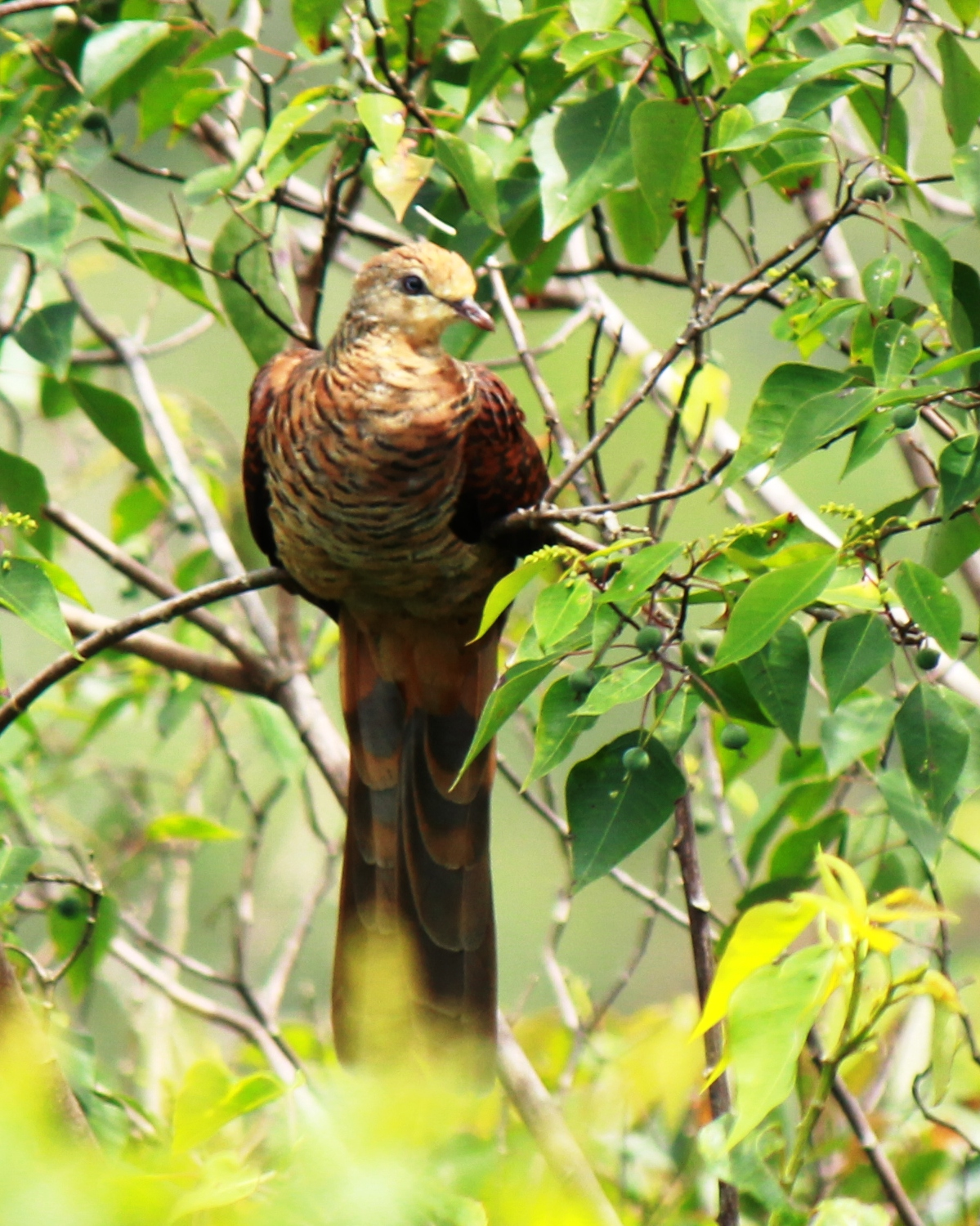
Султанська горлиця

Горлиця султанська (Macropygia doreya) — вид голубоподібних птахів родини голубових (Columbidae). Мешкає в Індонезії та Папуа Новій Гвінеї. Султанська горлиця раніше вважалася конспецифічною з тонкодзьобою горлицею.

## Опис
Довжина птаха становить 35-37 см, з яких від 17 до 19 см припадає на хвіст. У самців верхня частина тіла сіро-коричнева, обличчя рожевувате, тім'я зеленувате. Крила темно-коричневі. Нижня частина тіла руда, поцяткована темними горизонтальними смужками. Кінчики пер на крилах і хвості темно-руді.

## Підвиди
Виділяють сім підвидів:
- M. d. doreya Bonaparte, 1854 — захід Нової Гвінеї і острови Папуа;
- M. d. balim Rand, 1941 — долина Балієм[en] (північ Нової Гвінеї);
- M. d. albiceps Bonaparte, 1856 — північні Молуккські острови;
- M. d. atrata Ripley, 1941 — острови Тоґіан[en];
- M. d. sanghirensis Salvadori, 1878 — острови Сангіхе[en] і Талауд[en];
- M. d. albicapilla Bonaparte, 1854 — Сулавесі і сусідні острови;
- M. d. sedecima Neumann, 1939 — острови Сула[en].

## Поширення і екологія
Султанські горлиці живуть в тропічних лісах і чагарникових заростях. Зустрічаються поодинці, парами або невеликими зграйками до 8 птахів. Живляться переважно плодами. Гніздо являє собою масивну платформу, зроблену з гілок і ліан. В кладці 1 яйце.